# Гнідаш Кузьма Савелійович
Гнідаш Кузьма Савелійович (нар. 4 (17) листопада 1914 — пом. 19 червня 1944) — радянський розвідник, учасник Німецько-радянської війни, Герой Радянського Союзу.

## Біографія
Народився 17 листопада 1914 року в селі Салогубівка, нині Роменського району, Сумської області в селянській сім'ї. У 1933 році закінчив Прилуцьку автотракторну школу. Працював трактористом, а потім автомеханіком в Талалаївській МТС.
В 1936 році призваний до лав Червоної армії. У 1939 році закінчив Київські курси молодших політруків і був призначений в танкову частину політруком роти. Незабаром він став комісаром танкового батальйону. 
Учасник вторгнення СРСР до Польщі в 1939 та радянсько-фінської війни.
З початком Німецько-радянської війни — в бойових частинах Південно-Західного фронту. Після розформування частини призначений інструктором політвідділу 26-ї армії. Бві важко поранений під час контрудару по біоцерківському угрупованню противника 19 червня 1941 року.
Після лікування призначений в Розвідувальний відділ штабу Південно-Західного фронту. Після курсу розвідувально-диверсійної підготовки призначений на посаду командира розвідувальної групи, отримав оперативний псевдонім «Кім». Група «Кіма» була виведена в тил противника повітряним шляхом в ніч на 5 квітня 1942 року. Група була десантована в урочищі лісового масиву Ореї на межі Остерського району (нині Козелецький район) Чернігівської області та Вищедубечанського району (нині Броварський район) Київської області.
У травні в урочищі Ореї на одному з островів Видри група Гнідаша зустрілася з партизанським загоном «Перемога» під командуванням Степана Юхимовича Науменка. З того часу і до вересня 1943 року на група діяла разом з партизанським загоном «Перемога» та у взаємодії з іншими партизанськими з'єднаннями — загономн імені Щорса (командир Юрій Оліферович Збанацький), загоном «За Батьківщину!» (командир Іван Михайлович Бовкун), з'єднаннями М. М. Таранущенка та К. А. Таранюка. 23 вересня 1943 року розвідувальна група Гнідаша з'єдналася з військами Центрального фронту. За зразкове виконання завдань командування і виявлену при цьому мужність усі розвідники групи були удостоєні урядових нагород, а політрук Гнідаш нагороджений орденом Червоного Прапора.
В грудні 1943 року на ділянці 37-ї гвардійської стрілецької дивізії група капітана Гнідаша повторно була виведена в тил противника. Подолавши понад 250 кілометрів за маршрутом Карпилівка, озеро Червоне, Лунинець розвідники дісталися у центральної частини Білоруського Полісся. Група «Кіма» вела розвідку і диверсійну роботу в районах міст Слуцьк, Барановичі, Кобрин, Осиповичі, Брест. Групою регулярно передавалися командуванню відомості про противника, що сприяло підготовці і проведенню Білоруської наступальної операції. 19 червня 1944 року в лісі біля міста Слонім частину групи розвідників оточив каральний загін противника. Щоб не потрапити в полон, тяжкопоранений Гнідаш і радистка Клара Тимофіївна Давидюк підірвали себе гранатою.
Указом Президії Верховної Ради СРСР від 24 березня 1945 року «за зразкове виконання бойових завдань командування на фронті боротьби з німецько-фашистськими загарбниками і проявлені при цьому мужність і героїзм» майору Гнідашу Кузьмі Савелійовичу присвоєно звання Героя Радянського Союзу (посмертно).

## Нагороди
- Медаль «Золота Зірка» Героя Радянського Союзу
- Два ордени Червоного Прапора
- Медаль «Партизанові Вітчизняної війни» 1-го ступеня

## Вшанування пам'яті
Ім'ям Кузьми Гнідаша названо вулиці на території Деснянської територіальної громади Чернігівської області та в місті Слонім у Білорусі. Його ім'я та ім'я радистки К. Т. Давидюк було присвоєно меморіальному музею, піонерській дружині Слонімської середньої школи № 2; матеріали про нього експонуються в народному музеї революційної і бойової слави Слонімської школи № 4.